# Memoriale del RAF Bomber Command
Il Monumento commemorativo dedicato ai Bomber Command della Royal Air Force (in inglese: Royal Air Force Bomber Command Memorial) è un monumento situato a Green Park, a Londra, dedicato agli equipaggi degli aerei del Bomber Command della Royal Air Force che parteciparono durante la seconda guerra mondiale alle missioni di bombardamento, prevalentemente notturno, sulla Germania nazista e l'Europa occupata.
Il monumento si trova a Piccadilly vicino a Hyde Park Corner ed è stato costruito per ricordare il sacrificio dei 55.573 uomini di equipaggio britannici, canadesi, cecoslovacchi, polacchi e di altri paesi del Commonwealth che persero la vita in azione, ed anche in memoria dei civili di ogni nazione uccisi durante i bombardamenti.
La struttura è stata inaugurata, alla presenza della regina Elisabetta II il 28 giugno 2012.

## Storia
Le controversie e le accese polemiche riguardo alla strategia e alle tattiche, ritenute troppo brutali e sanguinarie, impiegate dal Bomber Command della RAF durante la seconda guerra mondiale, comportarono il fatto che per molti anni non venne dedicato alcun memoriale agli equipaggi dei bombardieri. Il primo ministro Winston Churchill aveva affermato nei giorni critici del 1940 che i bombardieri pesanti avrebbero costituito lo "strumento decisivo della vittoria", ma poi egli non menzionò affatto il Bomber Command nel suo discorso conclusivo alla fine della guerra.

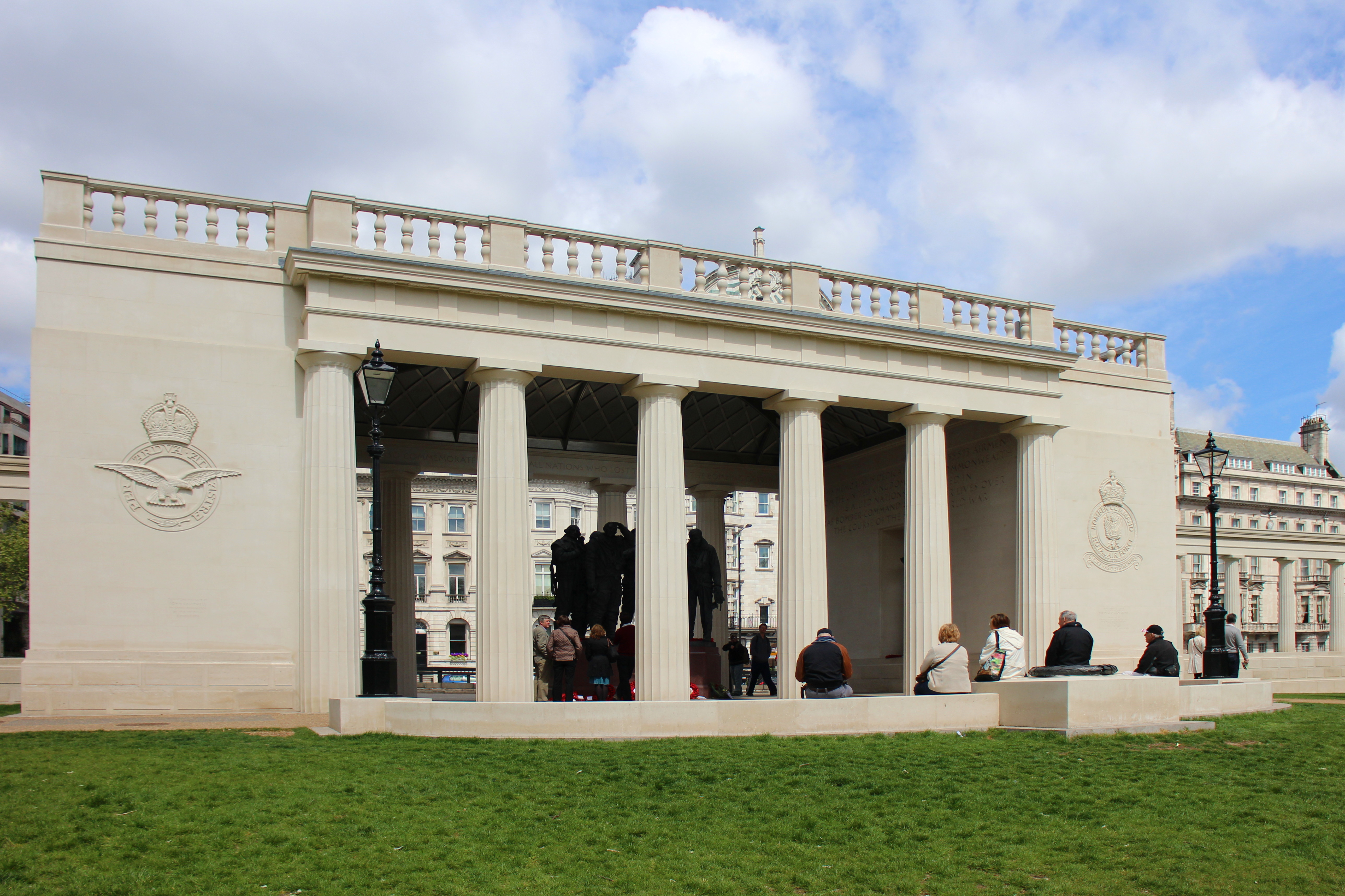
La struttura esterna del memoriale nel 2013.

Dopo decenni finalmente venne aperta una sottoscrizione per reperire 5,6 milioni di sterline per costruire il memoriale e i fondi vennero reperito principalmente da donazioni da parte di persone comuni; una quota importante dei fondi venne donata da Lord Ashcroft e dagli imprenditori John Caudwell and Richard Desmond. Il famoso cantante Robin Gibb, uno dei componenti dei Bee Gees, divenne un personaggio fondamentale per la raccolta dei fondi, lavorando insieme a Jim Dooley per raccogliere il denaro per costruire il memoriale.
Il memoriale è stato progettato da Liam O'Connor e costruito da Portland Stone; all'interno dell'edificio è stata posizionata una scultura in bronzo che rappresenta sette uomini di equipaggio, raffigurati dallo sculture Philip Jackson nel momento in cui essi sembrano appena ritornati da una missione di bombardamento e lasciano il loro aereo.
L'alluminio di un bombardiere Handley Page Halifax canadese del No. 426 Squadron che era stato abbattuto in Belgio nel maggio 1944, è stato usato per costruire il tetto del memoriale, che è stato disegnato in modo da evocare la struttura geodetica di un bombardiere Vickers Wellington. Lo Halifax, LW682 OW/M, era stato recuperato da una palude nel 1997 con tre uomini di equipaggio ancora ai loro posti di combattimento nell'aereo; essi erano stati sepolti con gli onori militari a Geraardsbergen e i resti dell'aereo erano stati restituiti al Canada. Una parte del metallo era stato impiegato per il restauro di un Halifax a Trenton, mentre il resto era stato fuso dal Bomber Command Museum of Canada a Nanton. Il Museo ha quindi fornito i lingotti per il memoriale in ricordo dei 10.659 canadesi, su 55.573 uomini di equipaggio morti, che caddero durante la guerra
Su un lato del pilastro alla base del monumento vi si legge la seguente citazione di Pericle: "Posseggono realmente la libertà solo coloro che la difendono con coraggio", Freedom is the sure possession of those alone who have the courage to defend it.

## Inaugurazione del Monumento

Il basamento della scultura che reca la frase di Pericle.

Alcune controversie hanno preceduto anche la cerimonia ufficiale di apertura del memoriale, a causa della mancanza di fondi per pagare il costo previsto di 700.000 sterline della cerimonia di inaugurazione. Un certo numero di veterani ha anticipato con fondi propri le spese dell'evento, garantendo la copertura dei costi se le donazioni non fossero stati sufficienti. Il ministero della difesa britannico e il ministro stesso Philip Hammond, sono stati oggetto di critiche per non aver erogato alcuna somma in denaro per la cerimonia ufficiale.
Dopo numerose polemiche, alla fine la regina Elisabetta II ha ufficialmente aperto il memoriale il 28 giugno 2012, svelando la grande scultura in bronzo. Alla cerimonia hanno preso parte circa 6.000 veterani e famigliari di caduti mentre lo Avro Lancaster del Battle of Britain Memorial Flight lanciava Remembrance poppy (papaveri di carta utilizzati o indossati nel mondo anglosassone per ricordare i caduti in guerra) sul Green Park di Londra.